# Albania etnica

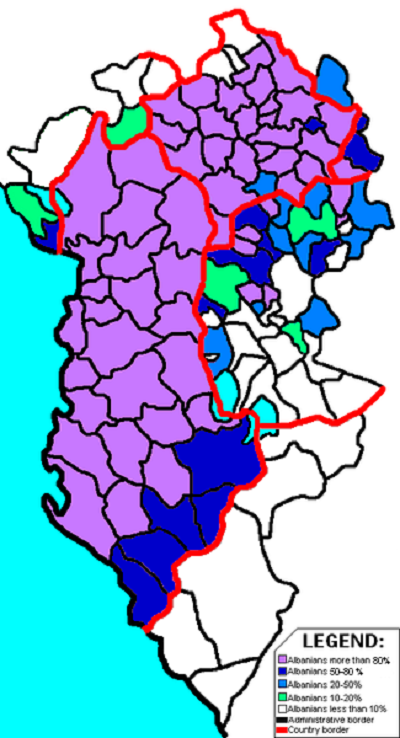
Presenza di albanesi all'interno e all'esterno dei confini dell'odierna Albania

Per Albania Etnica o Grande Albania (in albanese: Shqipëria e Madhe) si intende un concetto irredentista e nazionalista che cerca di annettere le terre che molti albanesi considerano la loro patria nazionale. Si basa su rivendicazioni verso la presenza attuale o storica di popolazioni albanesi in uno spazio geografico, considerato dagli albanesi la "culla" della loro nazione. Secondo questa visione si tratta di un'estensione territoriale che ha ospitato in passato o ospita attualmente una popolazione a maggioranza albanese. Quest'area è stata il luogo di nascita di molti albanesi nella storia antica o recente.

## Storia
Prima dell'indipendenza dell'Albania nel 1912, l'Impero ottomano occupava l'intero territorio albanese. Dopo il Trattato di Santo Stefano, alcuni di questi territori vennero ceduti alla Bulgaria, al Montenegro, alla Grecia e alla Serbia. La Lega di Prizren nel 1878 insorse contro questo trattato e decise di combattere, ma non riuscì nell'intento di difendere tutti i suoi territori e molti di questi non furono riconquistati, continuando a far parte della cosiddetta Sublime porta.

### L'indipendenza e la separazione dei territori
Dopo l'indipendenza, i confini furono ridisegnati dalla Conferenza degli Ambasciatori delle Grandi Potenze, che ignorarono la richiesta del governo di Valona di dare all'Albania dei confini etnici. Il Kosovo, la zona di Monastir e la valle di Presevo furono assegnati alla Serbia, Ulcinj (Dulcigno) le aree circostanti furono assegnate al Montenegro e la Chameria (in italiano Ciamuria) alla Grecia. Tutti territori abitati in maggioranza da albanesi.

### Le conseguenze della divisione dei territori
La separazione dei territori albanesi portò gravi conseguenze. Le principali risorse minerarie vennero a trovarsi nella regione del Kosovo assegnato alla Serbia. Inoltre la Serbia, il Montenegro e la Grecia adottarono una politica persecutoria nei confronti degli albanesi residenti in questi territori acquisiti. La Grecia per esempio ha esercitato una politica discriminatoria nei confronti dei Cham albanesi, attraverso l'eliminazione fisica dei personaggi più influenti e istruiti, nel 17 Marzo del 1913, avvenne i cosiddetto massacro di Selan e l'assimilazione forzata alla cultura greca, impedendo la stampa e l'apprendimento della lingua albanese nelle scuole.
Considerando i cristiani ortodossi come greci e i musulmani come turchi, i Cham, nel 1923, furono inseriti nello scambio di popolazione tra Turchia e Grecia. Furono deportati a migliaia nel cuore dell'Anatolia solo perché musulmani. Alla fine della Seconda Guerra Mondiale, i Greci vedendo l'occasione di farla finita con gli Albanesi usarono il pretesto di una presunta collaborazione con i fascisti e nazisti ai danni della popolazione greca per attuare una vera e propria pulizia etnica che costrinse tutti i Cham ad andarsene per non essere massacrati dai militari greci. Molti non sono sopravvissuti all'esodo e le loro proprietà espropriate.

### Le annessioni durante la seconda guerra mondiale

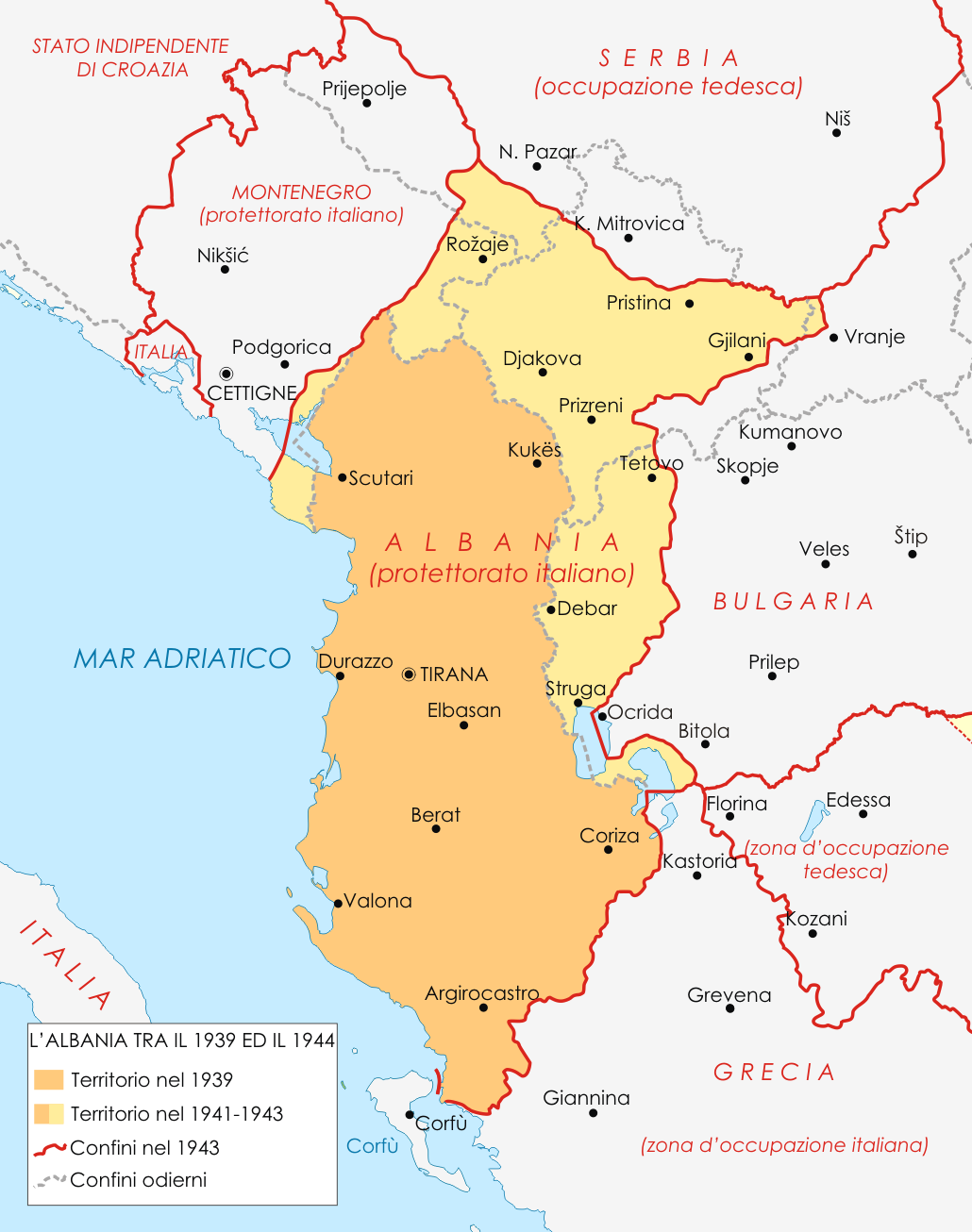
Mappa dell'Albania italiana durante la seconda guerra mondiale.

Nel 1941, durante la seconda guerra mondiale, l'Albania, occupata dagli italiani sin dal 1939, acquisì il territorio più occidentale della Banovina del Vardar, mentre, a spese del Montenegro, estese le sue frontiere anche a nord.
Nel Kosovo, l'istruzione in lingua albanese, non ammessa nel periodo del governo jugoslavo, divenne ufficiale e fu resa possibile grazie alle iniziative del Ministro dell'Educazione nel governo fantoccio di Mustafa Kruja. L'istruzione in lingua albanese nel Kosovo, peraltro, è proseguita durante la Federazione Jugoslava sino ai nostri giorni, quando si è realizzata l'indipendenza del Kosovo.
Nelle nuove province albanesi del Kosovo e del Dibrano vivevano minoranze serbe, montenegrine e bulgare, oggetto di una politica "d'albanizzazione" forzata, alla quale le autorità italiane non si opposero. In tali territori l'opera di pulizia etnica fu la prassi: nomi e toponimi macedoni, greci, serbi e montenegrini furono albanesizzati; furono "incoraggiati" i trasferimenti di popolazioni bulgare e greche dalle zone d'occupazione albanese verso quelle occupate dai bulgari e verso la Grecia. Subito dopo la spartizione della Jugoslavia, sia la Bulgaria che l'Albania si disputarono la Macedonia. Con la prima si schierarono i tedeschi, preoccupati di non suscitare attriti con i bulgari a causa dell'occupazione tedesca di Salonicco, mentre Roma sostenne le rivendicazioni albanesi. I tedeschi concessero alle truppe bulgare di spingersi sino a Ocrida, dove le truppe italo-albanesi erano entrate per prime. A quel punto, l'ambasciatore italiano a Sofia, Massimo Magistrati, incontrò il suo omologo tedesco, affermando che Ocrida e Struga dovevano andare all'Albania. Il generale tedesco, Wolfram von Richtofen gli rispose chiaramente che Berlino preferiva risolvere la questione a favore di Sofia: Ocrida era patria del veneratissimo San Clemente. La disputa fu così risolta: Tetovo, Gostivar, Kičevo e Struga, nonché la parte meridionale del lago di Ocrida e la zona del lago di Prespa, in tutto circa 230 000 abitanti, costituirono la provincia albanese del Dibrano, mentre la città di Ocrida e il resto della Macedonia jugoslava vennero ceduti ai bulgari.
Gli Albanesi rivendicavano anche la Ciamuria, regione greca abitata in maggioranza da Albanesi. L'Italia sostenne gli albanesi e se ne servì per dare inizio alla campagna di provocazione verso la Grecia, finalizzata a giustificare l'azione militare italiana in terra ellenica. Dopo la totale occupazione della Grecia ad opera delle potenze dell'Asse, attraverso l'Operazione Marita, l'Italia iniziò a spianare la strada per un'imminente annessione dell'Epiro alla Grande Albania : facendo leva sul fenomeno dell'irredentismo albanese, gli italiani scatenarono una violenta persecuzione sia contro i civili greci che la comunità ebraica in Epiro, anche se tuttavia, una gran parte degli Albanesi appoggiò le milizie partigiane greche formando addirittura un battaglione, il Battaglione Ali Demi. Nonostante ciò, una minoranza di Cham, guidati dai fratelli Mazar e Nuri Dino, convinti che alla fine della guerra i tedeschi avrebbero formato la Grande Albania, collaborarono attivamente con le forze d'occupazione. Si trattava di milizie irregolari logorate da costanti diserzioni, anche se, con le loro azioni brutali nei confronti dei Greci, finirono per deteriorare i rapporti già tesi tra gli Albanesi e la minoranza greca. In particolare, quando la Grecia dichiarò la legge di guerra all'Albania, prese in considerazione solo questi avvenimenti, etichettando gli Albanesi come collaborazionisti.
Tuttavia, tutte le modifiche territoriali operate dalle potenze dell'Asse nel 1941 sul territorio degli ex-regni di Jugoslavia e di Albania, furono considerate nulle al momento della stipula dei Trattati di Parigi del 1947, sottoscritti dalla Repubblica Socialista Federale di Jugoslavia e dalla Repubblica Socialista di Albania, in qualità di Stati successori dei due regni, ammettendo implicitamente la sopravvivenza di questi ultimi sotto il profilo del diritto internazionale, anche durante il periodo dell'occupazione italo-tedesca.

### La guerra in Kosovo
Il Kosovo ha fatto parte della Serbia dal 1913 fino al 1999, anno in cui scoppiò la Guerra del Kosovo. Questo conflitto fu il risultato di tensioni e dissapori tra albanesi ed altri popoli della Jugoslavia, compresa l'espulsione della maggior parte degli albanesi provenienti dal Kosovo. Durante il governo di Tito gli albanesi del Kosovo godevano di taluni diritti negati durante il regime di Milosevic. La guerra si concluse con l'intervento della NATO in Kosovo. Il 17 febbraio 2008 il Parlamento del Kosovo dichiarò l'indipendenza dalla Serbia.

### La guerra in Macedonia
La guerra nella Repubblica di Macedonia del 2001, quando gli albanesi diedero vita ad una sollevazione armata scatenata da numerose rivendicazioni. L'esercito macedone intervenne ma, non riuscì a fermare l'ondata di ribellione. Il Patto di Ohrid, firmato nel 2001, pose fine al conflitto.

### Gli albanesi della Macedonia per l'Albania Etnica (1941-1945)
La storia degli albanesi in Macedonia è parte integrante del patrimonio storico-culturale del popolo albanese. In Macedonia esistono numerose moschee create dagli albanesi secoli prima. Vi sono diverse fonti storiografiche che dimostrano l'esistenza di questo popolo in quella terra da diversi secoli.
Gli Albanesi spesso si allearono con altri popoli balcanici con il fine ultimo di ottenere l'indipendenza di quelli consideravano come loro territori. Dopo le guerre balcaniche e l'occupazione del territorio albanese da parte dell'esercito serbo, dal 1912 al 1941, la posizione economica e politica degli albanesi incontrò numerose difficoltà. In quegli anni si stava sviluppando una riforma agraria che prevedeva la colonizzazione dei territori albanesi da parte dei serbi. Giorno dopo giorno si moltiplicavano le pretese della borghesia serba per espellere gli albanesi dalle loro proprietà. Nel 1938 il governo serbo decise di utilizzare strumentalmente alcuni studi universitari, per propagandare un piano di migrazione forzata degli albanesi verso la Turchia. Quest'accordo per il trasferimento degli albanesi in quanto ritenuti turchi, fu firmato da Serbia e Turchia. Ciò diede inizio a un esodo di massa verso l'Anatolia.
Nel libro "Gli albanesi della Macedonia per difendere l'Albania Etnica (1941-1945)", di Vebi Xhemaili, vuole presentare ai lettori albanesi e macedoni alcuni argomenti per nascondere fatti sulla guerra degli albanesi in Macedonia, guidate dalle forze nazionaliste. Oggi si ritiene che questa parte della storia albanese non sia stata del tutto compresa, storia della quale i testimoni sono restii a parlarne.
Ora si ritiene sia arrivato il momento di spiegare tutti questi avvenimenti e di soffermarsi soprattutto sul ruolo ricoperto dai comunisti in questa vicenda. Il caso della città di Tetovo, è uno di quelli che necessitano d'essere chiariti. Vi sono attualmente diversi testimoni che potrebbero spiegare quanto avveniva nei campi di concentramento di questa città. Nel corso della guerra degli albanesi di Macedonia tra i 1941 ed il 1945, il comandante Xhemë Gostivari ottenne numerose vittorie. Gostivari vinse numerose battaglie contro i serbi ma fu tradito da alcuni amici. Dopo averlo colpito alla schiena, l'esercito serbo decise di tagliargli la testa per poi esporla alla Fortezza di Skopje, così da intimidire gli albanesi.
Il comportamento dei comunisti macedoni fu ritenuto un tradimento e un grave affronto verso tutte le forze nazionaliste albanesi. I comunisti serbi seppero usare al meglio chi uccise Xhemë Gostivari; furono lasciati liberi di terrorizzare la popolazione albanese per diversi anni. Questi criminali riuscirono ad attaccare anche il morale degli albanesi, ed in seguito entrarono a far parte dell'UDB, il servizio segreto jugoslavo ma, quando non servirono più, furono condannati ai lavori forzati o uccisi.
Secondo i dati che ci fornisce la storiografia macedone, nel febbraio 1944 le forze nazionaliste albanesi formarono un esercito di volontari, composta di patrioti e sostenitori dell'unità nazionale per lottare contro i partigiani. I leader di questo esercito agivano principalmente in questi territori: a Diber con i comandanti Miftar Kaloshi e Uke Cami, a Struga con il comandante Beqir Aga, a Rostushë con Ali Maliqi, e Mefail Zajazi a Kërçovë, a Gostivar con Xhemë Hasa, a Tetovo con Arif Kapiteni. Grazie all'assistenza materiale del comando tedesco, tra il dicembre 1943 e l'aprile 1944 le forze albanesi composte da 3 000 volontari nel corso di un anno arrivarono a raggiungere quasi i 12 000 soldati, soldati che si aggiunsero ai battaglioni di Mefail Zajazi e di Xhema. Il partito comunista slavo decise di ostacolare queste formazioni perché le consideravano una minaccia. Non tenne conto che queste forze composte di volontari non appartenevano ad alcuna formazione politica ma, bensì aveva come unico scopo l'unificazione dei territori albanesi in unico Stato. Va infine ricordato che nonostante vi fossero numerosi ostacoli alla realizzazione dell'unità nazionale i sogni e le idee in questo tema continuarono ad esistere.

### Correnti di fusione etnica
Le correnti di unità etnica si dividono in due gruppi: gli estremisti e i liberali. Gli estremisti sono rappresentati da diverse organizzazioni in esilio, organizzazioni illegali presenti in Macedonia, Montenegro e Serbia. Il loro progetto consiste nell'ottenere l'unione etnica attraverso la violenza, per questo motivo sono considerate "organizzazione terroristiche", sia da parte della CIA, che da parte della CE. Al contrario, i Liberali vogliono raggiungere l'unità etnica basandosi sulla diplomazia e l'acquisizione dei diritti degli albanesi in tutta l'area dei Balcani. I Liberali sono rappresentati da: LDK PDK, AAK in Kosovo. Dal DPA e DUI in Macedonia. Dai partiti: PD, PBK, PBKD, PLL, PDIU e LZHK in Albania. Partiti albanesi di questo tipo sono presenti anche in Montenegro e nella valle di Preševo.

### Gli Albanesi in Montenegro
Gli Albanesi in Montenegro rappresentano circa il 7% della popolazione. Vivono principalmente sia nel sud-est che nell'est del paese. Secondo il censimento del 2011, la popolazione albanese in quei comuni è la seguente: Dulcigno–14.076 (70%), Tuzi–2.383 (50%), Plav–(19%), Rožaje–188 (2%).

### Gli albanesi a Novi Pazar
Il sangiaccato di Novi Pazar ha una superficie di 742 km quadrati e 110 140 abitanti. La capitale è Novi Pazar. Questo territorio confina con la Serbia, il Montenegro, il Kosovo, la Bosnia-Erzegovina e l'Albania. Comprende i seguenti comuni: Novi Pazar, Tutini, Sjenica, Prijepolje, Nova Varos, Bijelo Polje, Rožaje, Plava, Plevlje e Berane. Questo è un territorio ad amministrazione speciale. Durante il dominio ottomano quest'area fu occupata da militari, ed è una regione strettamente connessa con la valle del fiume Ibar, una zona strategica per quanto riguarda le comunicazioni e la vicinanza al Kosovo.
Prima dell'arrivo degli Slavi queste terre erano popolate degli Illiri, come dimostrano le innumerevoli reperti archeologici. Alcuni, ritenuti fondamentali sono stati rinvenuti nella Chiesa di Petrova. Questo ci permette di legare la presenza di tribù illiriche almeno attorno a quell'area.
Numerosi toponimi in queste regioni preservano la memoria degli Illiri, come ad esempio: Ras, Ibër, Peshter, Bishevë, Vapa, Lim, ecc., tutti di origine albanese.
Quando i serbi si stabilirono nella valle del fiume Rashka, la popolazione dovette ritirarsi sulle montagne e perse la terra. Tuttavia non tutte le popolaizoni si ritirarno in montagna, per cui continuano ancora a vivere in quest'area. Secondo i dati dell'epoca tra il 1905 ed il 1906 a Novi Pazar vivevano 37 775 abitanti, tra cui 27 980 abitanti musulmani e 19 795 cristiani. Durante la seconda guerra mondiale, il Novi Pazar fu amministrato dalle forze volontarie balcaniche.

## Territorio
| Stato / regione / comunità | Territori                                                               | Area (km²) | Totale popolazione          | Albanesi                               |
| -------------------------- | ----------------------------------------------------------------------- | ---------- | --------------------------- | -------------------------------------- |
| Albania                    | Albania                                                                 | 28 748     | 2 821 977                   | 2 312 356 (82% della pop. dello stato) |
| Kosovo                     | Kosovo                                                                  | 10 908     | 1 739 825 (censimento 2011) | 1 616 869 (92% della pop. dello stato) |
| Malësia, Kraja e Sandžak   | Montenegro: Tuzi (Malësia), comuni di Dulcigno, Plav, Gusinje e Rožaje. | 1173–1400  | N.D.                        | 25 000                                 |
| Macedonia occidentale      | Macedonia del Nord: Aree occidentali e nord-occidentali                 | 2500–4500  | N.D.                        | 509 083 (censimento 2002)              |
| Valle di Preševo           | Serbia: Preševo, Bujanovac e in parte zona di Medveđa                   | 725–1249   | 88 966 (censimento 2002)    | 57 595 (65% della Valle di Preševo)    |
| Ciamuria                   | Grecia: Thesprotia e Preveza (Epiro storico settentrionale)             | 15.674     | 43.587 (censimento 2011)    | N.D.                                   |